# صرحة (يريم)

تعديل مصدري - تعديل

صرحة هي إحدى قرى عزلة بني مسلم بمديرية يريم التابعة لمحافظة إب، بلغ تعداد سكانها 823 نسمة حسب تعداد اليمن لعام 2004.